# 1-е Рождественське
1-е Рождественське (рос. 1-е Рождественское) — село в Фатезькому районі Курської області Російської Федерації.
Населення становить 34 особи. Входить до складу муніципального утворення Верхньохотемльська сільрада.

## Історія
Населений пункт розташований на території українського етнічного та культурного краю Східна Слобожанщина.
Від 2004 року входить до складу муніципального утворення Верхньохотемльська сільрада.

## Населення
| 1979 | 2002 | 2010 |
| ---- | ---- | ---- |
| 105  | ↘55  | ↘34  |